# اندیس رودخانه کرخه۹
رودخانه کرخه۹ یک اندیس غیرفلزی است که در حوالی شهر دزفول استان خوزستان قرار دارد و مادهٔ معدنی موجود در آن، زیرکونیوم است.  